# Stefania breweri
Stefania breweri es una especie de anfibio anuro de la familia Hemiphractidae.

## Distribución geográfica
Esta especie es endémica del estado de Amazonas en Venezuela. Habita en Atures a 1250 m de altitud en el Cerro Autana.

## Etimología
Esta especie lleva el nombre en honor a Charles Brewer-Carías.

## Publicación original
- Barrio-Amorós & Fuentes, 2003 : A new species of Stefania (Anura: Hylidae: Hemiphractinae) from the summit of cerro Autana, Estado Amazonas, Venezuela. Herpetologica, vol. 59, n.º 4, p. 504-512[6]